# Fortaleza Fútbol Club
Fortaleza Fútbol Club är en professionell fotbollsklubb från staden Zapiquirá i Colombia. Klubben grundades den 15 november 2010 och spelar sina hemmamatcher på Estadio Municipal De Los Zipas, som tar 5 000 åskådare vid fullsatt. 
Klubben gick för första gången upp i den högsta divisionen när de 2013 kom tvåa i den näst högsta divisionen och därefter fick spela ett uppflyttningskval mot Cúcuta Deportivo. Fortaleza vann med 2-1 totalt över två matcher, och flyttades därmed upp till Categoría Primera A 2014. Klubben degraderades dock redan den första säsongen efter att ha kommit på artonde och sista plats under säsongen 2014 och fick därför spela Categoría Primera B säsongen 2015 igen.